# Nouvelle École
Nouvelle École är en tidskrift för Groupement de Recherche et d'Etude pour la Civilisation Européenne (GRECE, Grupp för forskning och studier om den europeiska civilisationen).
Den grundades 1968 av Alain de Benoist, en av Europas ledande nyfascister. I tidskriftens s.k. Comité de patronage återfanns bl.a. Roger Pearson, Mircea Eliade, den tyske klassicisten Franz Altheim (tidigare SS-Ahnenerbe), Marija Gimbutas, Stig Wikander och Bertil Lundman. Där satt också Benoistsymapatisören Jean Haudry som ger ut Frankrikes främsta tidskrift för indoeuropeiska studier, Études indo-européennes. Några personer satt säkert med i Comité de patronages för att de var aningslösa eller för att de ville sola sig i de stora forskarnamnens glans, andra satt där för att de stödde tidskriftens nyfascistiska åsikter. Även Georges Dumézil satt med i tidningens Comité de patronages. Men i och med att Benoist 1972-73 (nr 22-23) lät publicera ett hyllningsnummer till Dumézil, vilket fick den franska pressen att undra om Dumézil sympatiserade med Benoist nyfascism, drog Dumézil tillbaka sitt stöd till tidskriften. I intervjer lät han sedan förstå att han åtminstone inte oreserverat stödde Benoists nyfascism. 
Även Arthur Koestler satt med i Comité de patronages.